# Holger Glandorf
Holger Glandorf (ur. 30 marca 1983 w Osnabrücku) – były niemiecki piłkarz ręczny, reprezentant kraju. Do 2020 występował w Bundeslidze, w drużynie SG Flensburg-Handewitt. Gra na pozycji prawego rozgrywającego. W 2007 roku zdobył złoty medal Mistrzostw Świata. W kadrze narodowej zadebiutował w 2003 roku.

## Sukcesy
Mistrzostwa Niemiec
- (2002)

Puchar Niemiec
- (2005)

Mistrzostwa Świata
- (2007)

Puchar EHF
- (2010)